# Supercupa Moldovei
Supercupa Moldovei este o competiție fotbalistică din Republica Moldova care s-a înființat în anul 2003, de atunci competiția are loc în fiecare an. Practic este o finală care se joacă dintre echipele câștigătoare ale Diviziei Naționale și ale Cupei Moldovei, dacă aceeași echipă câștigă și campionatul și cupa, supercupa nu se mai joacă.
Deținătoarea actuală a trofeului este Milsami Orhei, care pe 10 Martie 2019 a câștigat-o cu scorul de 5–4 la penalti împotriva celor de la  Sheriff Tiraspol.
Cea mai titrată echipă a competiției este Sheriff Tiraspol care a câștigat de șapte ori trofeul. Stadionul Sheriff din Tiraspol este gazda tradițională a tuturor edițiilor din Supercupa Moldovei.
Conform regulamentului pentru Supercupă, aprobat de FMF, în caz de egalitate după 90 de minute de joc, se trece imediat la executarea loviturilor de departajare.

## Rezultate
| Finala | Câștigătoare | Scor | Finalistă | Finala | Câștigătoare | Scor | Finalistă |
| ------ | ------------ | ---- | --------- | ------ | ------------ | ---- | --------- |

| ?    |                  |       |                  | ?    |                    |       |                  |
| ?    |                  |       |                  | ?    |                    |       |                  |
| ?    |                  |       |                  | ?    |                    |       |                  |
| 2025 |                  |       |                  | ?    |                    |       |                  |
| 2019 | Milsami ✠        | 0 - 0 | Sheriff Tiraspol | 2021 | Sfântul Gheorghe ✠ | 2 - 2 | Sheriff Tiraspol |
| 2015 | Sheriff Tiraspol | 3 - 1 | Milsami          | 2016 | Sheriff Tiraspol   | 3 - 1 | Zaria Bălți      |
| 2013 | Sheriff Tiraspol | 2 - 0 | Tiraspol         | 2014 | Zimbru ✠           | 1 - 1 | Sheriff Tiraspol |
| 2011 | Dacia Chișinău   | 1 - 0 | Iskra-Stali      | 2012 | Milsami ✠          | 0 - 0 | Sheriff Tiraspol |
| 2005 | Sheriff Tiraspol | 4 - 0 | Nistru Otaci     | 2007 | Sheriff Tiraspol   | 1 - 0 | Zimbru           |
| 2003 | Sheriff Tiraspol | 2 - 0 | Zimbru           | 2004 | Sheriff Tiraspol   | 1 - 0 | Zimbru           |

## Penalty
| Milsami          | 2012 | 6 : 5 | 2019 | 5 : 4 |
| Zimbru           | 2014 | 4 : 3 |      |       |
| Sfântul Gheorghe | 2021 | 4 : 2 |      |       |

## Palmares
| Club Sportiv     | Trofee | Anii în care au câștigat                 | Finalistă | Anii în care au pierdut |
| ---------------- | ------ | ---------------------------------------- | --------- | ----------------------- |
| Sheriff Tiraspol | 7      | 2003, 2004, 2005, 2007, 2013, 2015, 2016 | 4         | 2012, 2014, 2019, 2021  |
| Milsami          | 2      | 2012, 2019                               | 1         | 2015                    |
| Zimbru           | 1      | 2014                                     | 3         | 2003, 2004, 2007        |
| Dacia Chișinău   | 1      | 2011                                     | -         |                         |
| Sfântul Gheorghe | 1      | 2021                                     | -         |                         |
| Nistru Otaci     | -      |                                          | 1         | 2005                    |
| Iskra-Stali      | -      |                                          | 1         | 2011                    |
| Tiraspol         | -      |                                          | 1         | 2013                    |
| Zaria Bălți      | -      |                                          | 1         | 2016                    |

## Golgheteri all-time
| Poziție | Jucător                | Goluri |
| ------- | ---------------------- | ------ |
| 1       | Leandro Farias         | 2      |
| 1       | Oleh Humeniuk          | 2      |
| 3       | Alberto Blanco         | 1      |
| 3       | Alexandru Epureanu     | 1      |
| 3       | Aleksei Kuciuk         | 1      |
| 3       | Thiago Constância      | 1      |
| 3       | Vasili Pavlov          | 1      |
| 3       | Ismail Isa             | 1      |
| 3       | Benjamin Balima        | 1      |
| 3       | Alexandru Sergiu Grosu | 1      |
| 3       | Radu Gînsari           | 1      |